# 马里 (巴西)
马里（葡萄牙語：Mari）是巴西帕拉伊巴州的一个市镇。总面积154.726平方公里，总人口20634人，人口密度133.4人/平方公里。